# Sasaki Sho
Sasaki Sho (佐々木 翔 (Tá Tá Mộc Tường)), sinh ngày 2 tháng 10 năm 1989, là một cầu thủ bóng đá người Nhật Bản thi đấu cho Sanfrecce Hiroshima.

## Thống kê câu lạc bộ
Cập nhật đến ngày 23 tháng 2 năm 2019.
| Mùa giải | Câu lạc bộ          | Giải vô địch | J. League | J. League | Cúp Hoàng đế Nhật Bản | Cúp Hoàng đế Nhật Bản | J. League Cup | J. League Cup | Châu Á  | Châu Á    | Khác1   | Khác1     | Tổng    | Tổng      |
| Mùa giải | Câu lạc bộ          | Giải vô địch | Số trận   | Bàn thắng | Số trận               | Bàn thắng             | Số trận       | Bàn thắng     | Số trận | Bàn thắng | Số trận | Bàn thắng | Số trận | Bàn thắng |
| -------- | ------------------- | ------------ | --------- | --------- | --------------------- | --------------------- | ------------- | ------------- | ------- | --------- | ------- | --------- | ------- | --------- |
| 2012     | Ventforet Kofu      | J2 League    | 35        | 2         | 0                     | 0                     | -             | -             | -       | -         | -       | -         | 35      | 2         |
| 2013     | Ventforet Kofu      | J1 League    | 33        | 3         | 4                     | 0                     | 4             | 0             | -       | -         | -       | -         | 41      | 3         |
| 2014     | Ventforet Kofu      | J1 League    | 34        | 3         | 3                     | 0                     | 6             | 0             | -       | -         | -       | -         | 43      | 3         |
| 2015     | Sanfrecce Hiroshima | J1 League    | 22        | 0         | 4                     | 0                     | 6             | 1             | -       | -         | 6       | 1         | 38      | 2         |
| 2016     | Sanfrecce Hiroshima | J1 League    | 4         | 0         | 0                     | 0                     | 0             | 0             | 1       | 0         | 1       | 0         | 6       | 0         |
| 2017     | Sanfrecce Hiroshima | J1 League    | 0         | 0         | 0                     | 0                     | 0             | 0             | –       | –         | –       | –         | 0       | 0         |
| 2018     | Sanfrecce Hiroshima | J1 League    | 34        | 3         | 2                     | 0                     | 0             | 0             | –       | –         | –       | –         | 36      | 3         |
| Tổng     | Tổng                | Tổng         | 162       | 11        | 13                    | 0                     | 16            | 1             | 1       | 0         | 7       | 1         | 199     | 13        |

1Bao gồm Siêu cúp Nhật Bản, Giải bóng đá Cúp câu lạc bộ thế giới và J. League Championship.